# Good Kid
Good Kid is een Canadese indierockband uit Toronto, gevormd in 2014. De bezetting van de band bestaat uit zanger Nick Frosst, gitaristen Jacob Tsafatinos en David Wood, bassist Michael Kozakov en drummer Jon Ke die elkaar ontmoetten op de Universiteit van Toronto. Good Kid heeft tot op het heden vier gelijknamige ep's uitgebracht, Good Kid, Good Kid 2, Good Kid 3 en Good Kid 4 geproduceerd door producent Crispin Day. Op 18 december bracht de band de soundtrack uit van hun endless-runner game Ghost King's Revenge, geprogrammeerd door de gitarist van de band, Jacob Tsafatinos. Op de soundtrack staan onder andere 8-bit (ook bitpop genoemd) versies van meerdere singles van de band.
De band staat bekend om het personage Nomu Kid (ook de eerste single van de band; Nomu), die op de cover van elke single en ep van de band staat. De covers worden ontworpen en gemaakt door Gabriel Altrows.
De naam Good Kid is eigenlijk een verwijzing naar een scène in de film The Mask uit 1994. Het personage van Jim Carrey schiet iemand neer en hij rookt een sigaar; het verwijst naar maffiafilms en hij zegt: "You’re a good kid, you’re real good. But, as long as I’m around you’ll always be second best, see?"

## Discografie

### Ep's
| Jaar | Titel      | Details                                                                               |
| ---- | ---------- | ------------------------------------------------------------------------------------- |
| 2018 | Good Kid   | ep - Releasedatum: 15 juni 2018 - Formaat: CD, LP, Digitaal - Label: Onafhankelijk    |
| 2020 | Good Kid 2 | ep - Releasedatum: 6 november 2020 - Formaat: CD, LP, Digitaal - Label: Onafhankelijk |

### Singles
| Jaar | Titel                   | Album      |
| ---- | ----------------------- | ---------- |
| 2015 | Nomu                    | Good Kid   |
| 2016 | Atlas                   | Good Kid   |
| 2017 | Witches                 | Good Kid   |
| 2018 | Tell Me You Know        | Good Kid   |
| 2019 | Slingshot               | Good Kid 2 |
| 2020 | Everything Everything   | Good Kid 2 |
| 2020 | Drifting                | Good Kid 2 |
| 2020 | Down with the King      | Good Kid 2 |
| 2021 | Orbit                   | Geen album |
| 2022 | No Time To Explain      | Geen album |
| 2023 | First Rate Town         | Geen album |
| 2023 | Mimi's Delivery Service | Geen album |

### Soundtrack
| Jaar | Titel                | Details                                                                                     |
| ---- | -------------------- | ------------------------------------------------------------------------------------------- |
| 2020 | Ghost King's Revenge | Soundtrackalbum - Releasedatum: 18 december 2020 - Formaat: Digitaal - Label: Onafhankelijk |